# 貝德福縣 (賓夕法尼亞州)
貝德福縣（英語：Bedford County）是美国宾夕法尼亚州南部的一個縣，面積2,635平方公里。根據2020年美國人口普查，共有人口47,577人。縣治貝德福德。該縣成立於1771年3月9日，縣名來自貝德福堡，可追溯至英国的贝德福德公爵。

## 历史

### 18世纪
1750年，苏格兰-爱尔兰移民罗伯特·麦克雷 (Robert MacRay) 在现贝德福德县的土地雷斯顿（现贝德福德）开设了第一个贸易站。早期的英美移民在应对美洲原住民的袭击时遇到了困难。1754年，美洲原住民在北美前线与英国或法国结盟，爆发了激烈的战斗，这被称为法印战争，欧洲国家之间的七年战争。
1759年，阿勒根尼河沿岸的杜肯堡被占领后，英国殖民者在阿勒格尼河和莫农加希拉河上修建了一条公路，连接堡垒（后更名为匹兹堡）和雷斯顿新建的贝德福德堡。英国人在战争中击败了法国人，并接管了他们在密西西比河以东的北美领土。与印第安人签订的条约为未来的和平解决开辟了更多土地。
这条路沿袭并改进了古老的印第安小径。晚年拓宽铺成“福布斯路”；现在是30号公路。宾夕法尼亚收费公路建成后，这条州际收费公路成为穿过贝德福德县的主要公路。
贝德福德县于1771年3月9日从坎伯兰县的一部分创建，并以贝德福德堡命名。1767年的梅森-狄克逊线巩固了与马里兰州的南部边界。在美国独立战争之后，人口增加主要是由于移民。在一生之内，老贝德福德县的边界就大大缩小了。亨廷顿县于1787年9月20日成立，主要来自贝德福德县北部，加上坎伯兰县东部的领土（大山谷、塔斯卡罗拉山谷）。萨默塞特县于1795年4月17日从贝德福德县的一部分创建。中央县于1800年2月13日在亨廷顿县、莱康明县、米夫林县和诺森伯兰县的部分地区创建。坎布里亚县于1804年3月26日由贝德福德县、亨廷顿县和萨默塞特县的部分地区创建。布莱尔县于 1846年2月26日由亨廷顿县和贝德福德县的部分地区创建。最终，富尔顿县于1850年4月19日从贝德福德县的一部分创建，将县城设置为目前的边界。
这片土地被开发成郁郁葱葱的农场和林地。它被发展成为通往匹兹堡和宾夕法尼亚州西部的贸易中心。1794年，乔治华盛顿总统来到该县以应对威士忌起义。

### 19世纪
在19世纪后期，贝德福德斯普林斯酒店成为富有度假者的重要场所。它建在天然泉水附近，数百年来，天然泉水对美洲原住民来说一直很重要。在詹姆斯·布坎南 (James Buchanan)总统执政期间，他将大部分行政部门迁至酒店，该酒店后来成为非正式的夏季白宫。美国最高法院曾在该酒店开会一次。这是高等法院唯一一次在首都以外开庭。
19世纪后期，该县人口激增，人口数量在1870年至1890年间翻了一番。穿过该镇修建的铁路将该县与采矿业连接起来。Alleghenies 失踪儿童的故事起源于该县的Blue Knob州立公园。

## 地理
根据美国人口普查局，该县总面积为1,017平方英里（2,630 平方公里），其中1,012平方英里（2,620平方公里）为陆地，4.6平方英里（12平方公里）（0.5%）为水域.贝德福德区属于潮湿大陆性气候( Dfa / Dfb )，月平均气温从1月的28.1°F到7月的72.0°F。

### 特征
- 埃维茨山（英语：Evitts Mountain）
- 莫里森湾（英语：Morrisons Cove）
- 图西山（英语：Tussey Mountain）
- 藍旋鈕（英语：Blue Knob (Pennsylvania)），该县最高的山峰，海拔约3,120英尺（950米）

### 邻近县
- 布萊爾縣（北部）
- 亨丁頓縣（东北）
- 富尔顿县（东部）
- 马里兰州亞利加尼郡（南部）
- 薩默塞特郡（西部）
- 坎布里亚县（西北部）

## 人口
| 调查年 | 人口   | 备注 | %±     |
| ------ | ------ | ---- | ------ |
| 1790   | 13,132 |      | —      |
| 1800   | 12,039 |      | −8.3%  |
| 1810   | 15,746 |      | 30.8%  |
| 1820   | 20,248 |      | 28.6%  |
| 1830   | 24,502 |      | 21.0%  |
| 1840   | 29,335 |      | 19.7%  |
| 1850   | 23,052 |      | −21.4% |
| 1860   | 26,736 |      | 16.0%  |
| 1870   | 29,635 |      | 10.8%  |
| 1880   | 34,929 |      | 17.9%  |
| 1890   | 38,644 |      | 10.6%  |
| 1900   | 39,468 |      | 2.1%   |
| 1910   | 38,879 |      | −1.5%  |
| 1920   | 38,277 |      | −1.5%  |
| 1930   | 37,309 |      | −2.5%  |
| 1940   | 40,809 |      | 9.4%   |
| 1950   | 40,775 |      | −0.1%  |
| 1960   | 42,451 |      | 4.1%   |
| 1970   | 42,353 |      | −0.2%  |
| 1980   | 46,784 |      | 10.5%  |
| 1990   | 47,919 |      | 2.4%   |
| 2000   | 49,976 |      | 4.3%   |
| 2010   | 49,762 |      | −0.4%  |
| 2020   | 47,577 |      | −4.4%  |
| [ 5 ]  |        |      |        |

### 2020年人口普查
| 种族                        | 人口数 | 占比  |
| --------------------------- | ------ | ----- |
| 白人 (非拉丁裔)             | 45,381 | 95.4% |
| 非裔美国人 (非拉丁裔)       | 181    | 0.4%  |
| 美洲原住民 (非拉丁裔)       | 66     | 0.14% |
| 亚裔美国人 (非拉丁裔)       | 153    | 0.32% |
| 太平洋岛屿原住民 (非拉丁裔) | 0      | 0%    |
| 混血/多种族身份 (非拉丁裔)  | 1,277  | 2.7%  |
| 拉丁裔美国人                | 519    | 1.1%  |